# Elecciones generales de Montserrat de 1987
Elecciones generales tuvieron lugar en Montserrat el 25 de agosto de 1987. El resultado fue una victoria para el Movimiento de Liberación del Pueblo, el cual ganó cuatro de los siete escaños en la Asamblea Legislativa. El líder del partido, John Osborne, se mantuvo como ministro en jefe.

## Resultados
| Partido                             | Votos | %    | Escaños | +/–   |
| ----------------------------------- | ----- | ---- | ------- | ----- |
| Movimiento de Liberación del Pueblo | 2 298 | 44,9 | 4       | –1    |
| Partido de Desarrollo Nacional      | 1 714 | 23,4 | 2       | Nuevo |
| Partido Democrático Progresivo      | 1 110 | 14,3 | 1       | –1    |
| Votos en blanco/nulos               | 191   | –    | –       | –     |
| Total                               | 5 314 | 100  | 7       | 0     |
| Electores registrados/participación | 7 461 | 71,2 | –       | –     |
| Fuente: Emmanuel                    |       |      |         |       |